# کهن‌نشخوارگر
کهن‌نشخوارگر (نام علمی: Archaeomeryx) نام یک سرده از راسته جفت‌سم‌سانان است.